# Ляпуново (Варнавинский район)
Ляпуно́во — деревня в составе Михаленинского сельсовета Варнавинского района Нижегородской области.
Располагается на правом берегу реки Ветлуги.
По данным на 1999 год, численность населения составляла 16 чел.